# Provincia de Namur
La provincia de Namur (del francés: Province de Namur), en neerlandés: Provincie Namen es una provincia junto a la frontera con Francia y es una de las cinco provincias de Valonia y una de las diez provincias de Bélgica. Su capital es la ciudad de Namur, que también es la capital de Valonia.

## Historia
El origen de la provincia de Namur se remonta al año 1795, con la anexión de los Países Bajos austriacos y del principado de Lieja por la Francia revolucionaria. Entonces se creó el departamento del Sambre-et-Meuse con partes del antiguo Condado de Namur y del principado de Lieja.
Con la caída del Primer Imperio Francés en 1815, se formó el nuevo Reino Unido de los Países Bajos con los territorios de los Países Bajos. El rey Guillermo I de los Países Bajos mantuvo la división administrativa francesa, pero prefirió el término «provincia» y eligió nombres históricos asociados con el Antiguo Régimen. La Constitución del Reino Unido de los Países Bajos, en su artículo primero, determinaba las provincias que formarían parte del nuevo reino y, entre ellas, aparece la de Namur. La misma constitución determinaba, en su segundo artículo, que la provincia de Namur tendría «la parte del departamento de Sambre-et-Meuse, que no pertenece al Gran Ducado de Luxemburgo».
Su territorio fue aumentado con el distrito de Philippeville, que formaba parte del departamento de Ardenas durante la ocupación francesa.
Desde 1830 la provincia de Namur se convirtió en una provincia belga. En 1839, los distritos de Marche-en-Famenne y de Saint-Hubert fueron pasados a la provincia de Luxemburgo. En 1977, con la fusión de municipios, la provincia de Namur añadió Sugny, que pertenecía a la provincia de Luxemburgo. Al mismo tiempo perdió Fronville que fue integrado al municipio de Hotton y, por tanto, pasaba a formar parte de la provincia de Luxemburgo.

## Geografía
La provincia de Namur está rodeada por las provincias valonas Henao (oeste), Brabante Valón (norte), Lieja (nordeste) y Luxemburgo (este). Al sur, limita con Francia (departamento de Ardenas).
La provincia tiene una superficie de 3666 km² y una altitud media de 211 metros sobre el nivel del mar. El punto más alto de la provincia es Croix-Scalle (coordenadas: 49°57′03″N 4°50′44″E / 49.95083, 4.84556) localizado en el municipio Gedinne, en la frontera con Francia; tiene una altitud de 504 metros sobre el nivel del mar.
La provincia se divide en 38 comunas (municipios) distribuidos a su vez en tres arrondissements (distritos).
Las regiones naturales en la provincia son las siguientes:
- Condroz
- Ardenas
- Fagne
- Famenne
- Calestienne
- Basse-Sambre
- Hesbaye

El principal río de la provincia es el río Mosa. Otros ríos son el Sambre, Lesse, Semois, Viroin, Bocq y Samson, ambos afluentes del Mosa.

## División administrativa
Administrativamente, la provincia se divide en 3 arrondissements (distritos) y 38 communes (municipios).
| Arrondissement | Capital       | Municipios | Población (2018) | Superficie (km²) | Densidad (hab./km²) |
| -------------- | ------------- | ---------- | ---------------- | ---------------- | ------------------- |
| Dinant         | Dinant        | 15         | 110 610          | 1592,42          | 69,5                |
| Namur          | Namur         | 16         | 316 058          | 1164.85          | 271,3               |
| Philippeville  | Philippeville | 7          | 66 405           | 908,74           | 73,1                |
| Total          |               | 38         | 493 073          | 3666,01          | 134,5               |

### Municipios
El siguiente mapa muestra los municipios de la provincia de Namur (los nombres aparecen en la siguiente tabla)

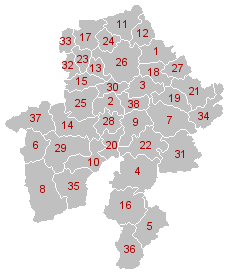

| Dinant | Namur | Philippeville |
| --- | --- | --- |
| - Anhée (2) - Beauraing (4) - Bièvre (5) - Ciney (7) - Dinant (9) - Gedinne (16) - Hamois (19) - Hastière (20) - Havelange (21) - Houyet (22) - Onhaye (28) - Rochefort (31) - Somme-Leuze (34) - Vresse-sur-Semois (36) - Yvoir (38) | - Andenne (1) - Assesse (3) - Eghezée (11) - Fernelmont (12) - Floreffe (13) - Fosses-la-Ville (15) - Gembloux (17) - Gesves (18) - Jemeppe-sur-Sambre (23) - La Bruyère (24) - Mettet (25) - Namur (26) - Ohey (27) - Profondeville (30) - Sambreville (32) - Sombreffe (33) | - Cerfontaine (6) - Couvin (8) - Doische (10) - Florennes (14) - Philippeville (29) - Viroinval (35) - Walcourt (37) |

## Población

### Evolución
| Gráfica de evolución demográfica de Provincia de Namur (x1000 hab.) entre 1846 y 2018 |
|                                                                                       |

Los principales municipios, con una población mayor de 15 000 habitantes al 1 de enero de 2018, son:
1. Namur (110 939)
2. Sambreville (28 211)
3. Andenne (27 017)
4. Gembloux (25 933)
5. Jemeppe-sur-Sambre (19 074)
6. Walcourt (18 376)
7. Ciney (16 439)
8. Eghezée (16 247)

### Población estimada a 1 de enero de 2018
- Andenne 27 017
- Anhée 7117
- Assesse 6964
- Beauraing 9160
- Bièvre 3307
- Cerfontaine 4927
- Ciney 16 439
- Couvin 13 782
- Dinant 13 544
- Doische 2951
- Éghezée 16 247
- Fernelmont 7923
- Floreffe 8114
- Florennes 11 410
- Fosses-la-Ville 10 449
- Gedinne 4563
- Gembloux 25 933
- Gesves 7210
- Hamois 7349
- Hastière 5979
- Havelange 5130
- Houyet 4876
- Jemeppe-sur-Sambre 19 074
- La Bruyère 9226
- Mettet 13 037
- Namur 110 939
- Ohey 5090
- Onhaye 3201
- Philippeville 9228
- Profondeville 12 204
- Rochefort 12 554
- Sambreville 28 211
- Sombreffe 8420
- Somme-Leuze 5587
- Viroinval 5731
- Vresse-sur-Semois 2641
- Walcourt 18 376
- Yvoir 9163[3]

## Galería

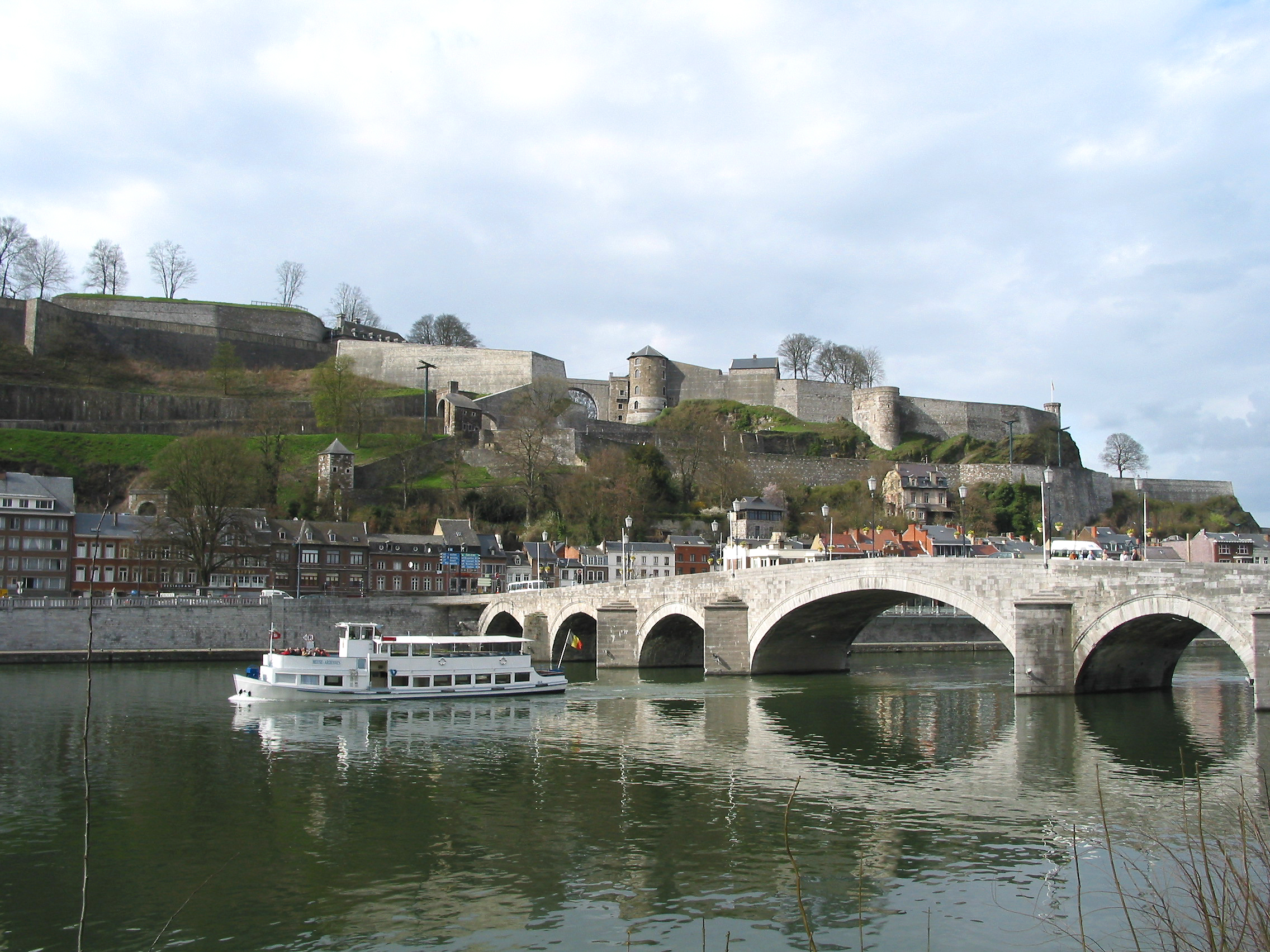
Río Mosa, el puente de Jambes y la ciudadela, Namur.
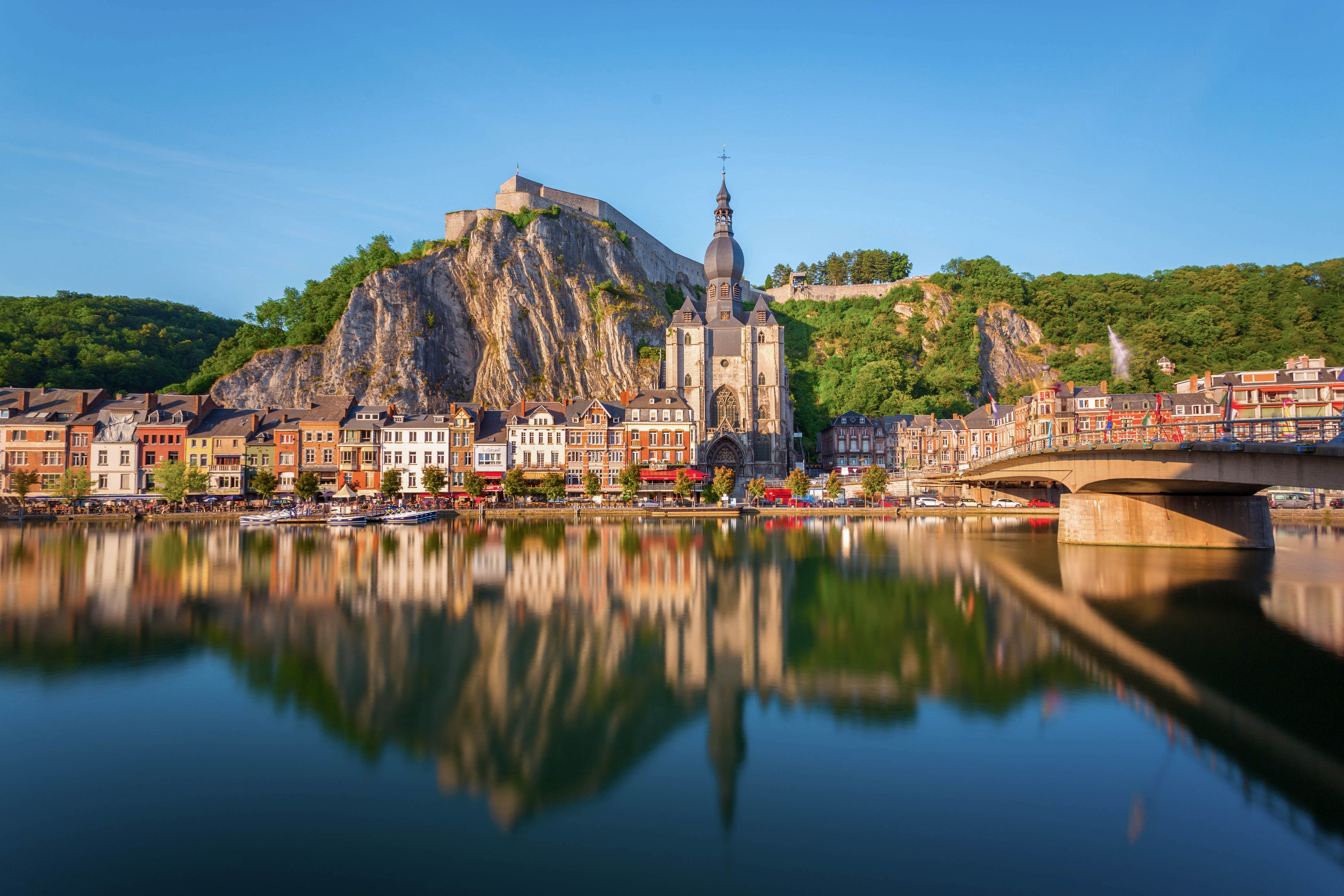
Dinant reflejado en el río Mosa.
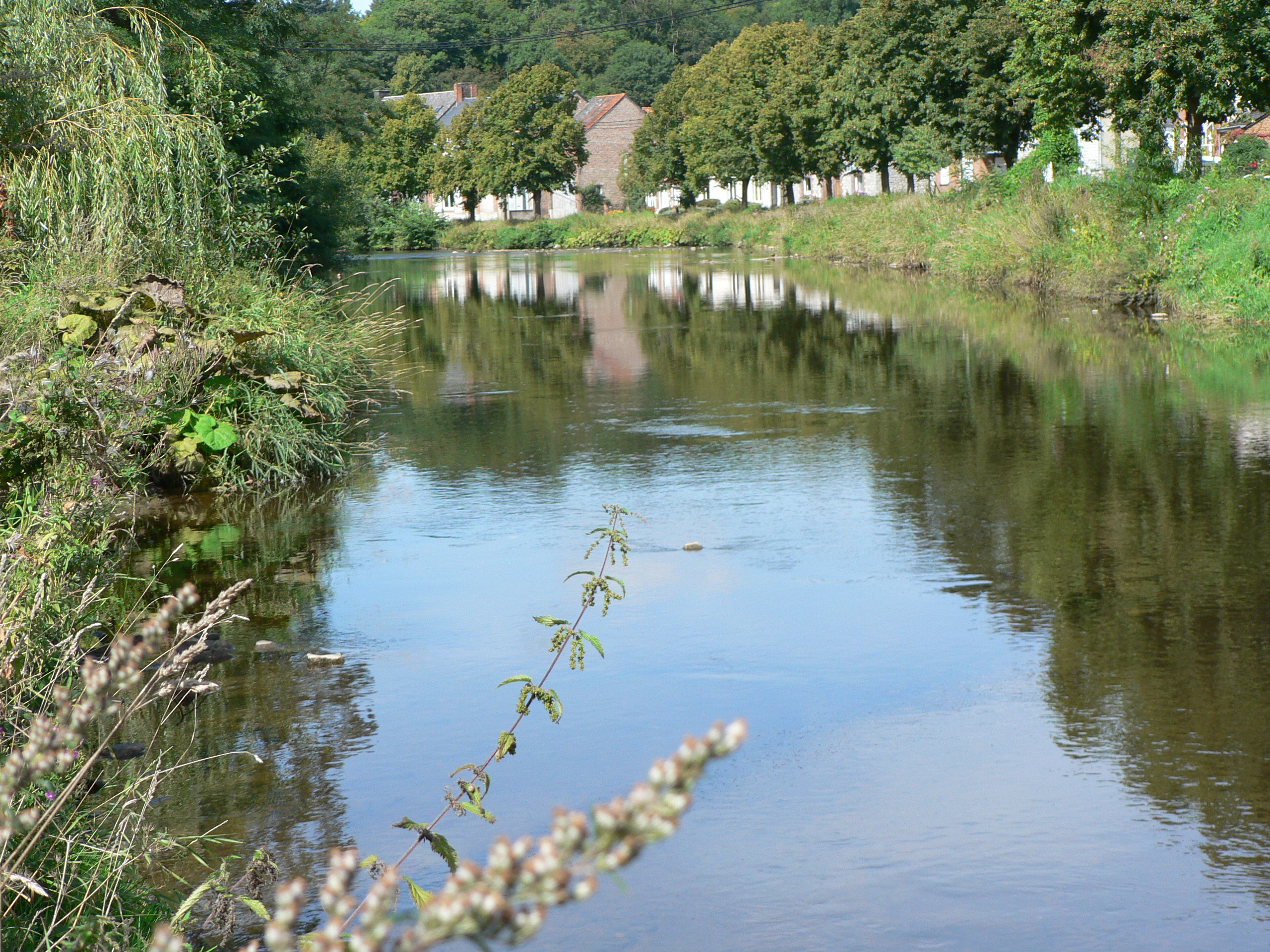
Río Lesse en Rochefort.
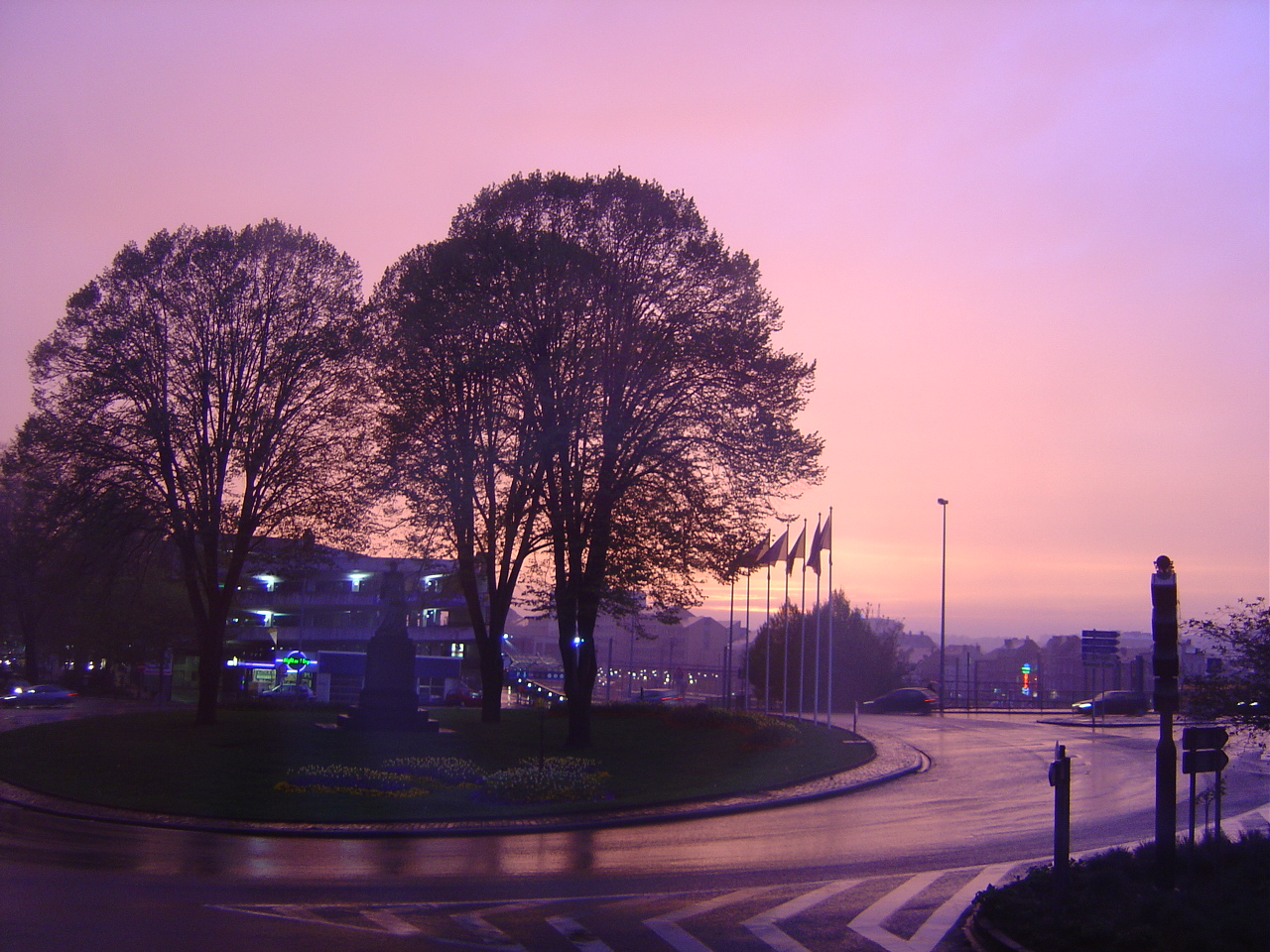
Namur: Puesta de sol sobre la plaza Léopold.